# Grădinari (Caraș-Severin)
Grădinari é uma comuna romena localizada no distrito de Caraș-Severin, na região de Banato. A comuna possui uma área de 38.23 km² e sua população era de 2161 habitantes segundo o censo de 2007.